# Erika Flores
Erika Flores (ur. 2 listopada 1979 w Grass Valley) – amerykańska aktorka znana między innymi z roli w serialu Doktor Quinn jako Colleen Cooper (1993–1995).

## Filmografia
Filmy
- 2007: Quake (film krótkometrażowy) jako Cybele Fisher
- 1997: Co się wydarzyło w miasteczku Tarrington (The Secret) (film telewizyjny) jako Sharon
- 1996: Pogrzebana prawda (Buried Secrets) (film telewizyjny)  jako Mary Roff
- 1996: Soul of the Game (film telewizyjny) jako dziewczyna
- 1993: Visions of Murder (film telewizyjny) jako Kimberly
- 1993: Bloodlines: Murder in the Family (film telewizyjny) jako uczennica #1
- 1992: Przebudzenie (She Woke Up) (film telewizyjny) jako Elizabeth
- 1991: The Owl (film telewizyjny) jako Lisa
- 1991: Zamienione przy urodzeniu (Switched at Birth) (film telewizyjny) jako Arlena Twigg w wieku 9-11 lat
- 1990: Kalejdoskop (Kaleidoscope) (film telewizyjny) jako Hilary w dzieciństwie

Seriale
- 2009: Doktor House (House M.D., 2004-2012) jako Sarah (odc. 5x13 "Big Baby")
- 2002: CSI: Kryminalne zagadki Miami (CSI: Miami, 2002-2012) jako Julie Morales (odc. 1x11 "Camp Fear")
- 1999: The Love Boat: The Next Wave (The Love Boat: The Next Wave, 1998-1999) jako Ashley (odc. 2x13 "Three Stages of Love")
- 1993 – 1995: Doktor Quinn (Dr. Quinn, Medicine Woman, 1993-1998) jako Colleen Cooper (do połowy 3 sezonu + ujęcia archiwalne w odc. 3x27 i 5x17, 1995-1997)
- 1992: Bodies of Evidence, 1992-1993 jako Chris Shepherd (odc. 1x03 "The Cold Light of Day")
- 1992: Reasonable Doubts, 1991-1993 jako Cindy Nichols (odc. 1x19 "Maggie Finds Her Soul")
- 1992: Krok za krokiem (Step by Step, 1991-1998) jako Max (odc. 1x16 "Bully for Mark")
- 1991: Empty Nest, 1988-1995 jako Luella (odc. 4x10 "Lonely Are the Brave")
- 1991: Star Trek: Następne pokolenie (Star Trek: The Next Generation, 1987-1994) jako Marissa Flores (odc. 5x05 "Disaster")
- 1990: Dear John, 1988-1992 jako Jessica w wieku 12 lat (odc. 3x08 "The Blunder Years")